# Charybdis (Charybdis) beauforti
Charybdis (Charybdis) beauforti is een krabbensoort uit de familie van de Portunidae. De wetenschappelijke naam van de soort werd in 1949 voor het eerst geldig gepubliceerd door de Nederlandse zoölogen Jentina E. Leene en Alida Buitendijk.